# Дневник

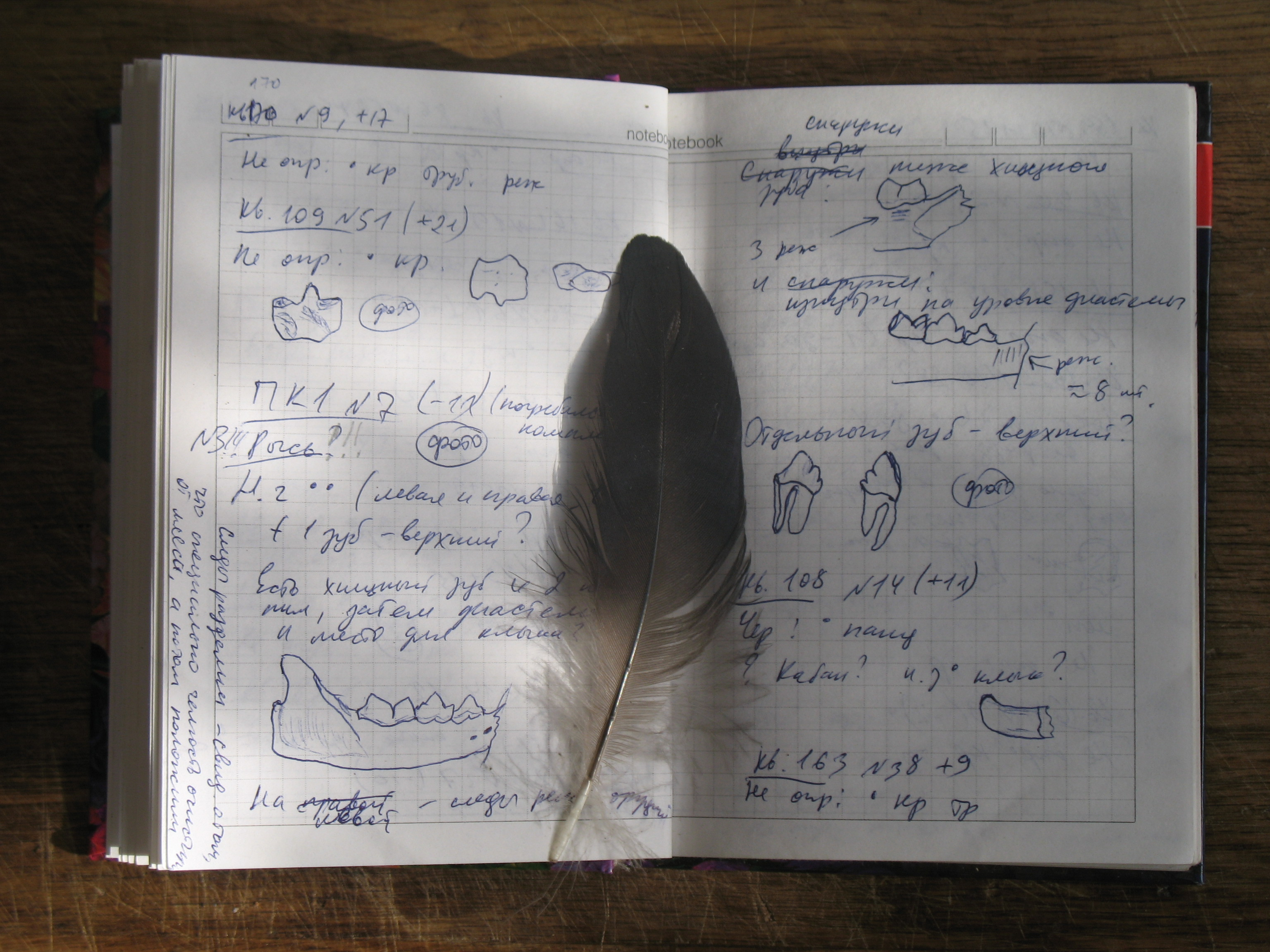
Полевой дневник археозоолога Е. Ю. Яниш.

Дневни́к — совокупность фрагментарных записей, которые делаются для себя (личный дневник), ведутся регулярно и чаще всего сопровождаются указанием даты записи. 
В дневнике такие записи организуют индивидуальный опыт и как письменный жанр сопровождают становление индивидуальности в культуре, формирование «я» — параллельно с ними развиваются формы мемуаристики и автобиографии.

## Дневник в культуре
Первые известные науке дневники появились в Японии в XI веке (литература никки). В Китае дневники известны с XII века. В Европе дневники известны с XV века. Однако дошедшие до нас европейские дневники XV—XVI веков не могут называться дневниками в современном значении этого слова, так как в основе их либо придворные записи, воспроизводящие события разнообразных дипломатических миссий, либо путевые заметки из путешествий. Лишь к XVII веку дневниковые записи приобрели более личный характер. Благодаря повышению уровня грамотности в Европе и удешевлению бумаги дневники начали вести люди не только из высших социальных кругов. К XVII веку относится знаменитый дневник Сэмюэля Пипса. В конце XVII — начале XVIII века дневниковые записи уже были настолько популярны, что становятся объектом для подражания писателей, появились первые художественные дневники.
Начало широкого распространения подобного интереса к себе и практик его периодического закрепления на письме принято связывать с сентиментализмом и романтизмом в европейской культуре — направлениями, культивирующими личные переживания и субъективное отношение к миру, приверженцы которых не только сами вели дневники, но и заставляли это делать своих героев. Определённое воздействие на практику ведения дневника оказал протестантизм с его навыками рационального управления «душевным хозяйством» — учетом сделанного, продуманного, перечувствованного за день. Личные и путевые дневники в японской культуре, аристократической и монашеской, жанр непринужденных записок дзуйхицу и т. п. (Сэй Сёнагон, Мацуо Басё и др.) — явление, до некоторой степени сходное, но оно имеет собственные культурные корни, традиции и формы. Подавляющая часть известных дневников относится к XIX—XX вв. и приходится на Европу.
Можно различать деловые и личные дневники, дневники путевые (например, «Дневник путешествия в Лиссабон» Генри Филдинга, 1755), бытовые, литературные (писательские). Особую ценность имеют дневники выдающихся людей или близких к ним лиц, документы переломных периодов истории, однако не менее важными, содержательными и интересными могут оказаться повседневные подробности жизни обычного человека, тем более что основной груз упомянутых переломных периодов приходится на себя принимать именно ему. Новые перспективы в практике ведения дневников открывает Интернет.
Мировые лидеры и политики на протяжении всей истории в той или иной форме вели дневники, среди них Джордж Вашингтон — американский государственный и политический деятель, первый всенародно избранный президент Соединённых Штатов Америки, один из отцов-основателей США; Уинстон Черчилль — британский государственный и политический деятель, премьер-министр Великобритании, лауреат Нобелевской премии по литературе и многие другие.

## Персоналии
Авторы некоторых наиболее известных дневников:
- Адамс, Джон (1735—1826)
- Аксакова, Вера Сергеевна (1819—1864)
- Амьель, Анри-Фредерик (1821—1881)
- Башкирцева, Мария Константиновна (1860—1884)
- Бенедикт, Рут (1887—1948)
- Берггольц, Ольга Федоровна (1910—1975)
- Бёрни, Фанни (1752—1840)
- Марта Бибеско (1886—1973)
- Блок, Александр Александрович (1880—1921)
- Леон Блуа (1846—1917)
- Босуэлл, Джеймс (1740—1795)
- Брэйнерд, Дэвид (1718—1747)
- Бунин, Иван Алексеевич (1870—1953)
- Вагнер, Рихард (1813—1883)
- Васильчикова, Мария Илларионовна (1917—1978)
- Вулф, Вирджиния (1882—1941)
- Геббельс, Йозеф (1897—1945)
- Гельфанд, Владимир Натанович (1923—1983)
- Герен, Эжени де (1805—1848)
- Гиппиус, Зинаида Николаевна 1869—1945
- Гомбрович, Витольд (1904—1969)
- Гонкур, Эдмон де (1822—1896), Гонкур, Жюль де (1830—1870)
- Грин, Жюльен (1900—1998)
- Сорана Гурян (1913—1956)
- Джармен, Дерек (1942—1994)
- Донцова, Дарья Аркадьевна (1952)
- Дьяконова, Елизавета Александровна (1874—1902)
- Дю Бос, Шарль (1882—1939)
- Жеребцова, Полина (род. 1985)
- Жеромский, Стефан (1864—1925)
- Жид, Андре (1869—1951)
- Жихарев, Степан Петрович (1787—1860)
- Каллвик, Ханна (1833—1909)
- Кало, Фрида (1907—1954)
- Кафка, Франц (1883—1924)
- Кено, Раймон (1903—1976)
- Кельнер, Фридрих (1885—1970)
- Клемперер, Виктор (1881—1960)
- Кобейн, Курт (1967—1994)
- Кольвиц, Кете (1867—1945)
- Костерина, Нина Алексеевна (1921—1941)
- Кузмин, Михаил Алексеевич (1875—1936)
- Кузнецова, Галина Николаевна (1900—1976)
- Кьеркегор, Сёрен (1813—1855)
- Лав, Кортни (род. 1964)
- Лагерлёф, Сельма (1858—1940)
- Лейрис, Мишель (1901—1990)
- Леопарди, Джакомо (1798—1837)
- Мария Габриэла Лансол (1931—2008)
- Луговская, Нина Сергеевна (1918—1993)
- Льюис Кэрролл (1832—1898)
- Малер-Верфель, Альма (1879—1964)
- Мане, Жюли (1878—1966)
- Манн, Томас (1875—1955)
- Мараи, Шандор (1900—1989)
- Марсель, Габриэль (1889—1973)
- Мартинес Саррион, Антонио (род. 1939)
- Мэнсфилд, Кэтрин (1888—1923)
- Нижинский, Вацлав (1889—1950)
- Нин, Анаис (1903—1977)
- Оруэлл, Джордж (1903—1950)
- Павезе, Чезаре (1908—1950)
- Пипс, Сэмюэл (1633—1703)
- Плат, Сильвия (1932—1963)
- Поцци, Катрин (1882—1934)
- Пришвин, Михаил Михайлович (1873—1954)
- Прокофьев, Сергей Сергеевич (1891—1953)
- Пужи, Лиана де (1869—1950)
- Ренар, Жюль (1864—1910)
- Николай II (1868—1918)
- Рорем, Нед (род. 1923)
- Савичева, Татьяна Николаевна (1930—1944)
- Себастьян, Михай (1907—1945)
- Судейкина, Вера Артуровна (1888—1982)
- Тарковский, Андрей Арсеньевич (1932—1986)
- Твардовский, Александр Трифонович (1910—1971)
- Теляковский, Владимир Аркадьевич (1860—1924)
- Толстая, Софья Андреевна (1844—1919)
- Толстой, Лев Николаевич (1828—1910)
- Торга, Мигел (1907—1995)
- Филипович, Злата (род. 1980)
- Франк, Анна (1929—1945)
- Фриш, Макс (1911—1991)
- Густав Херлинг-Грудзинский (1919—2000)
- Хиллесум, Этти (1914—1943)
- Чат, Геза (1887—1919)
- Че Гевара, Эрнесто (1928—1967)
- Чиано, Галеаццо (1903—1944)
- Чивер, Джон (1912—1982)
- Корней Чуковский (1882—1969)
- Шпеер, Альберт (1905—1981)
- Штакеншнейдер, Елена Андреевна (1836—1897)
- Шевченко, Тарас Григорьевич (1814—1861)
- Элиаде, Мирча (1907—1986)
- Юнгер, Эрнст (1895—1998)

## Дневник как литературная форма
От собственно дневников стоит отличать литературные произведения (роман-дневник) или другие публикации, использующие дневниковую форму, стилизующие её. Такова, например, публицистика Достоевского в его «Дневнике писателя» или повесть Гоголя «Записки сумасшедшего», «Дневник неудачника» Эдуарда Лимонова, «Незнакомка из Уайлдфелл-Холла» Энн Бронте, «Дневник сельского священника» Жоржа Бернаноса, «Ирландский дневник» Генриха Бёлля, «Северный дневник» Юрия Казакова, «Тошнота» Жана-Поля Сартра и другие.

## Фальшивые дневники
Существуют поддельные дневники (фальшивые дневники), в том числе — приписываемые известным историческим личностям. Такова, например, известная фальшивка, распространившаяся в Германии 1980-х годов, — мнимые «Дневники» Гитлера. Аналогичный пример — «Дневники» Муссолини.
Также существует такой род фальшивых дневников, носящих комический или сатирический характер, когда от читателя не скрывается, что этот дневник написан не тем человеком, от имени которого ведутся записи. Например «Тайные дневники Роджера Уотерса».

## Дневники и политика памяти
В ряду государств и стран (например, во Франции) организуются конкурсы на лучший дневник, а соответственно и вручаются премии их авторам — не профессиональным литераторам. Существуют архивы, собирающие и хранящие такие дневники частных лиц («Народный архив» в России; «Ассоциация в защиту автобиографии и автобиографического наследия» во Франции).
Уникальный многотомный проект «Эхолот» — воссоздание памяти о Второй мировой войне на основе дневников, переписки и других личных документов тысяч людей принадлежит немецкому писателю и историку Вальтеру Кемповскому.